# Anthoptini
Los antoptinos (Anthoptini) son una tribu de lepidópteros ditrisios de la subfamilia Hesperiinae  dentro de la familia Hesperiidae.

## Géneros
- Anthoptus
- Corticea
- Falga
- Mnaseas
- Synapte
- Wahydra
- Zalomes